# Петре Думітру
Петре Думітру (11 листопада 1957) — румунський важкоатлет.
Срібний призер Олімпійських Ігор 1984 року в категорії до 90 кг.